# John Gould
John Gould (n. 14 septembrie 1804, Lyme Regis, Anglia, Regatul Unit al Marii Britanii și Irlandei – d. 3 februarie 1881, Londra, Regatul Unit al Marii Britanii și Irlandei) a fost un naturalist și ornitolog englez. Este cunoscut pentru ilustrarea unui număr mare de specii de păsări. 
Gould a identificat unele specii de păsări din genul Fringilla, ceea ce a reprezentat punctul de plecare pentru teoria originii speciilor a lui Charles Darwin.